# Poecilopharis truncatipennis
Poecilopharis truncatipennis är en skalbaggsart som beskrevs av Conrad Ritsema 1881. Poecilopharis truncatipennis ingår i släktet Poecilopharis och familjen Cetoniidae. Inga underarter finns listade i Catalogue of Life.